# Comuni della Toscana
I comuni della Toscana sono i comuni italiani presenti nella regione Toscana. Sono 273 e sono così suddivisi (al 30 giugno 2023):
- 36 alla provincia di Arezzo
- 41 alla città metropolitana di Firenze
- 28 alla provincia di Grosseto
- 19 alla provincia di Livorno
- 33 alla provincia di Lucca
- 17 alla provincia di Massa-Carrara
- 37 alla provincia di Pisa
- 20 alla provincia di Pistoia
- 7 alla provincia di Prato
- 35 alla provincia di Siena

## Comuni estremi per estensione e popolazione
Il comune più esteso è il maremmano Grosseto (473,53 km²), capoluogo dell'omonima provincia e decimo comune d'Italia per superficie, con il più popoloso che è invece il capoluogo regionale Firenze (379 102 ab.), ottavo più popoloso italiano. Dall'altro lato, nella provincia di Livorno si hanno i due comuni con popolazione ed estensione minori, entrambi insulari: Capraia Isola (418 ab.), corrispondente all'omonima isola, e Marciana Marina (5,86 km²), sull'Isola d'Elba.

## Lista
| Comune                       | Provincia     | Popolazione | Superficie (km2) |
| ---------------------------- | ------------- | ----------- | ---------------- |
| Abbadia San Salvatore        | Siena         | 6 513       | 58,90            |
| Abetone Cutigliano           | Pistoia       | 2 109       | 74,94            |
| Agliana                      | Pistoia       | 17 469      | 11,00            |
| Altopascio                   | Lucca         | 15 444      | 28,70            |
| Anghiari                     | Arezzo        | 5 657       | 130,40           |
| Arcidosso                    | Grosseto      | 4 326       | 96,00            |
| Arezzo                       | Arezzo        | 99 533      | 386,25           |
| Asciano                      | Siena         | 7 190       | 215,60           |
| Aulla                        | Massa-Carrara | 11 278      | 59,76            |
| Badia Tedalda                | Arezzo        | 1 066       | 119,12           |
| Bagni di Lucca               | Lucca         | 6 233       | 164,60           |
| Bagno a Ripoli               | Firenze       | 25 621      | 74,00            |
| Bagnone                      | Massa-Carrara | 1 874       | 73,00            |
| Barberino di Mugello         | Firenze       | 10 858      | 133,71           |
| Barberino Tavarnelle         | Firenze       | 12 167      | 123,01           |
| Barga                        | Lucca         | 10 111      | 66,52            |
| Bibbiena                     | Arezzo        | 12 436      | 86,40            |
| Bibbona                      | Livorno       | 3 155       | 65,59            |
| Bientina                     | Pisa          | 8 057       | 29,24            |
| Borgo a Mozzano              | Lucca         | 7 107       | 72,38            |
| Borgo San Lorenzo            | Firenze       | 18 214      | 146,00           |
| Bucine                       | Arezzo        | 10 157      | 131,08           |
| Buggiano                     | Pistoia       | 8 828       | 16,00            |
| Buonconvento                 | Siena         | 3 228       | 64,00            |
| Buti                         | Pisa          | 5 857       | 23,08            |
| Calci                        | Pisa          | 6 472       | 25,16            |
| Calcinaia                    | Pisa          | 12 263      | 14,99            |
| Calenzano                    | Firenze       | 17 404      | 76,87            |
| Camaiore                     | Lucca         | 32 555      | 84,59            |
| Campagnatico                 | Grosseto      | 2 424       | 162,15           |
| Campi Bisenzio               | Firenze       | 45 374      | 28,00            |
| Campiglia Marittima          | Livorno       | 13 310      | 83,00            |
| Campo nell'Elba              | Livorno       | 4 814       | 55,00            |
| Camporgiano                  | Lucca         | 2 219       | 27,10            |
| Cantagallo                   | Prato         | 3 134       | 95,00            |
| Capalbio                     | Grosseto      | 4 149       | 108,60           |
| Capannoli                    | Pisa          | 6 353       | 22,67            |
| Capannori                    | Lucca         | 46 447      | 156,60           |
| Capoliveri                   | Livorno       | 3 947       | 38,00            |
| Capolona                     | Arezzo        | 5 423       | 47,36            |
| Capraia e Limite             | Firenze       | 7 620       | 25,00            |
| Capraia Isola                | Livorno       | 418         | 19,00            |
| Caprese Michelangelo         | Arezzo        | 1 471       | 67,43            |
| Careggine                    | Lucca         | 579         | 24,41            |
| Carmignano                   | Prato         | 14 399      | 38,00            |
| Carrara                      | Massa-Carrara | 63 996      | 71,29            |
| Casale Marittimo             | Pisa          | 1 114       | 14,31            |
| Casciana Terme Lari          | Pisa          | 12 540      | 81,40            |
| Cascina                      | Pisa          | 45 108      | 79,23            |
| Casola in Lunigiana          | Massa-Carrara | 1 001       | 42,00            |
| Casole d'Elsa                | Siena         | 3 936       | 148,00           |
| Castagneto Carducci          | Livorno       | 8 928       | 142,00           |
| Castel del Piano             | Grosseto      | 4 707       | 67,79            |
| Castel Focognano             | Arezzo        | 3 200       | 56,60            |
| Castel San Niccolò           | Arezzo        | 2 746       | 82,99            |
| Castelfiorentino             | Firenze       | 17 797      | 66,56            |
| Castelfranco di Sotto        | Pisa          | 13 411      | 48,00            |
| Castelfranco Piandiscò       | Arezzo        | 9 621       | 55,96            |
| Castell'Azzara               | Grosseto      | 1 519       | 64,72            |
| Castellina in Chianti        | Siena         | 2 909       | 99,48            |
| Castellina Marittima         | Pisa          | 2 055       | 45,74            |
| Castelnuovo Berardenga       | Siena         | 9 154       | 177,02           |
| Castelnuovo di Garfagnana    | Lucca         | 5 981       | 28,50            |
| Castelnuovo di Val di Cecina | Pisa          | 2 266       | 88,00            |
| Castiglion Fibocchi          | Arezzo        | 2 215       | 25,68            |
| Castiglion Fiorentino        | Arezzo        | 13 334      | 113,19           |
| Castiglione d'Orcia          | Siena         | 2 418       | 141,00           |
| Castiglione della Pescaia    | Grosseto      | 7 370       | 208,96           |
| Castiglione di Garfagnana    | Lucca         | 1 839       | 48,63            |
| Cavriglia                    | Arezzo        | 9 661       | 60,86            |
| Cecina                       | Livorno       | 28 159      | 42,48            |
| Cerreto Guidi                | Firenze       | 10 892      | 49,00            |
| Certaldo                     | Firenze       | 16 086      | 75,24            |
| Cetona                       | Siena         | 2 797       | 73,19            |
| Chianciano Terme             | Siena         | 7 131       | 36,52            |
| Chianni                      | Pisa          | 1 421       | 62,02            |
| Chiesina Uzzanese            | Pistoia       | 4 533       | 7,24             |
| Chitignano                   | Arezzo        | 903         | 14,71            |
| Chiusdino                    | Siena         | 1 931       | 141,00           |
| Chiusi                       | Siena         | 8 774       | 58,06            |
| Chiusi della Verna           | Arezzo        | 2 061       | 102,06           |
| Cinigiano                    | Grosseto      | 2 638       | 161,66           |
| Civitella in Val di Chiana   | Arezzo        | 9 099       | 100,37           |
| Civitella Paganico           | Grosseto      | 3 201       | 192,71           |
| Colle di Val d'Elsa          | Siena         | 21 698      | 92,00            |
| Collesalvetti                | Livorno       | 16 778      | 109,61           |
| Comano                       | Massa-Carrara | 742         | 54,00            |
| Coreglia Antelminelli        | Lucca         | 5 236       | 52,80            |
| Cortona                      | Arezzo        | 22 565      | 342,33           |
| Crespina Lorenzana           | Pisa          | 5 437       | 46,93            |
| Dicomano                     | Firenze       | 5 588       | 61,00            |
| Empoli                       | Firenze       | 47 978      | 62,00            |
| Fabbriche di Vergemoli       | Lucca         | 800         | 42,55            |
| Fauglia                      | Pisa          | 3 675       | 42,00            |
| Fiesole                      | Firenze       | 14 087      | 42,00            |
| Figline e Incisa Valdarno    | Firenze       | 23 639      | 97,90            |
| Filattiera                   | Massa-Carrara | 2 366       | 48,00            |
| Firenze                      | Firenze       | 379 102     | 102,41           |
| Firenzuola                   | Firenze       | 4 807       | 271,99           |
| Fivizzano                    | Massa-Carrara | 8 069       | 180,00           |
| Foiano della Chiana          | Arezzo        | 9 561       | 40,82            |
| Follonica                    | Grosseto      | 21 737      | 55,84            |
| Forte dei Marmi              | Lucca         | 7 673       | 9,00             |
| Fosciandora                  | Lucca         | 605         | 19,82            |
| Fosdinovo                    | Massa-Carrara | 4 921       | 48,00            |
| Fucecchio                    | Firenze       | 23 604      | 65,00            |
| Gaiole in Chianti            | Siena         | 2 794       | 128,00           |
| Gallicano                    | Lucca         | 3 857       | 30,00            |
| Gambassi Terme               | Firenze       | 4 851       | 82,00            |
| Gavorrano                    | Grosseto      | 8 723       | 164,04           |
| Greve in Chianti             | Firenze       | 14 008      | 169,00           |
| Grosseto                     | Grosseto      | 81 735      | 473,53           |
| Guardistallo                 | Pisa          | 1 273       | 23,81            |
| Impruneta                    | Firenze       | 14 597      | 48,00            |
| Isola del Giglio             | Grosseto      | 1 442       | 23,80            |
| Lajatico                     | Pisa          | 1 375       | 72,00            |
| Lamporecchio                 | Pistoia       | 7 566       | 22,00            |
| Larciano                     | Pistoia       | 6 446       | 24,00            |
| Lastra a Signa               | Firenze       | 19 942      | 43,00            |
| Laterina Pergine Valdarno    | Arezzo        | 6 614       | 70,57            |
| Licciana Nardi               | Massa-Carrara | 4 949       | 55,00            |
| Livorno                      | Livorno       | 160 520     | 104,79           |
| Londa                        | Firenze       | 1 862       | 59,00            |
| Loro Ciuffenna               | Arezzo        | 5 849       | 86,67            |
| Lucca                        | Lucca         | 88 860      | 185,53           |
| Lucignano                    | Arezzo        | 3 643       | 44,90            |
| Magliano in Toscana          | Grosseto      | 3 649       | 250,68           |
| Manciano                     | Grosseto      | 7 377       | 372,04           |
| Marciana                     | Livorno       | 2 242       | 45,00            |
| Marciana Marina              | Livorno       | 1 963       | 5,86             |
| Marciano della Chiana        | Arezzo        | 3 462       | 23,71            |
| Marliana                     | Pistoia       | 3 186       | 42,00            |
| Marradi                      | Firenze       | 3 166       | 154,07           |
| Massa                        | Massa-Carrara | 69 913      | 94,13            |
| Massa e Cozzile              | Pistoia       | 7 967       | 16,00            |
| Massa Marittima              | Grosseto      | 8 573       | 283,73           |
| Massarosa                    | Lucca         | 22 546      | 68,59            |
| Minucciano                   | Lucca         | 2 118       | 57,00            |
| Molazzana                    | Lucca         | 1 092       | 31,00            |
| Monsummano Terme             | Pistoia       | 21 341      | 32,00            |
| Montaione                    | Firenze       | 3 738       | 104,92           |
| Montalcino                   | Siena         | 5 946       | 310,31           |
| Montale                      | Pistoia       | 10 767      | 32,00            |
| Monte Argentario             | Grosseto      | 12 852      | 60,29            |
| Monte San Savino             | Arezzo        | 8 805       | 89,66            |
| Montecarlo                   | Lucca         | 4 459       | 15,00            |
| Montecatini Terme            | Pistoia       | 20 387      | 17,66            |
| Montecatini Val di Cecina    | Pisa          | 1 765       | 155,19           |
| Montelupo Fiorentino         | Firenze       | 14 031      | 24,00            |
| Montemignaio                 | Arezzo        | 548         | 26,06            |
| Montemurlo                   | Prato         | 18 460      | 30,66            |
| Montepulciano                | Siena         | 14 242      | 165,58           |
| Monterchi                    | Arezzo        | 1 781       | 28,70            |
| Monteriggioni                | Siena         | 9 662       | 99,00            |
| Monteroni d'Arbia            | Siena         | 9 020       | 105,00           |
| Monterotondo Marittimo       | Grosseto      | 1 353       | 102,51           |
| Montescudaio                 | Pisa          | 2 155       | 19,90            |
| Montespertoli                | Firenze       | 13 551      | 125,00           |
| Montevarchi                  | Arezzo        | 24 502      | 56,75            |
| Monteverdi Marittimo         | Pisa          | 765         | 98,00            |
| Monticiano                   | Siena         | 1 580       | 109,00           |
| Montieri                     | Grosseto      | 1 231       | 108,34           |
| Montignoso                   | Massa-Carrara | 10 196      | 16,00            |
| Montopoli in Val d'Arno      | Pisa          | 11 202      | 29,00            |
| Mulazzo                      | Massa-Carrara | 2 492       | 62,00            |
| Murlo                        | Siena         | 2 386       | 114,79           |
| Orbetello                    | Grosseto      | 14 915      | 226,98           |
| Orciano Pisano               | Pisa          | 649         | 11,00            |
| Ortignano Raggiolo           | Arezzo        | 869         | 36,41            |
| Palaia                       | Pisa          | 4 601       | 73,53            |
| Palazzuolo sul Senio         | Firenze       | 1 168       | 109,00           |
| Peccioli                     | Pisa          | 4 873       | 92,00            |
| Pelago                       | Firenze       | 7 658       | 54,00            |
| Pescaglia                    | Lucca         | 3 598       | 70,00            |
| Pescia                       | Pistoia       | 19 677      | 79,00            |
| Piancastagnaio               | Siena         | 4 287       | 69,00            |
| Piazza al Serchio            | Lucca         | 2 411       | 27,00            |
| Pienza                       | Siena         | 2 125       | 122,00           |
| Pietrasanta                  | Lucca         | 24 282      | 41,00            |
| Pieve a Nievole              | Pistoia       | 9 328       | 12,00            |
| Pieve Fosciana               | Lucca         | 2 411       | 28,77            |
| Pieve Santo Stefano          | Arezzo        | 3 198       | 155,68           |
| Piombino                     | Livorno       | 34 433      | 129,00           |
| Pisa                         | Pisa          | 89 659      | 185,27           |
| Pistoia                      | Pistoia       | 90 427      | 236,77           |
| Pitigliano                   | Grosseto      | 3 868       | 102,89           |
| Podenzana                    | Massa-Carrara | 2 191       | 17,00            |
| Poggibonsi                   | Siena         | 29 233      | 70,00            |
| Poggio a Caiano              | Prato         | 10 014      | 6,00             |
| Pomarance                    | Pisa          | 5 956       | 227,00           |
| Ponsacco                     | Pisa          | 15 608      | 19,00            |
| Pontassieve                  | Firenze       | 20 613      | 114,00           |
| Ponte Buggianese             | Pistoia       | 8 808       | 29,00            |
| Pontedera                    | Pisa          | 29 131      | 45,04            |
| Pontremoli                   | Massa-Carrara | 7 473       | 182,60           |
| Poppi                        | Arezzo        | 6 243       | 97,04            |
| Porcari                      | Lucca         | 8 878       | 17,00            |
| Porto Azzurro                | Livorno       | 3 754       | 13,00            |
| Portoferraio                 | Livorno       | 12 016      | 47,00            |
| Prato                        | Prato         | 193 325     | 97,59            |
| Pratovecchio Stia            | Arezzo        | 5 924       | 138,24           |
| Quarrata                     | Pistoia       | 26 011      | 46,00            |
| Radda in Chianti             | Siena         | 1 659       | 80,00            |
| Radicofani                   | Siena         | 1 129       | 118,00           |
| Radicondoli                  | Siena         | 939         | 132,00           |
| Rapolano Terme               | Siena         | 5 256       | 83,00            |
| Reggello                     | Firenze       | 16 289      | 121,00           |
| Rignano sull'Arno            | Firenze       | 8 631       | 54,21            |
| Rio                          | Livorno       | 3 294       | 36,52            |
| Riparbella                   | Pisa          | 1 628       | 58,00            |
| Roccalbegna                  | Grosseto      | 1 062       | 124,96           |
| Roccastrada                  | Grosseto      | 9 248       | 284,37           |
| Rosignano Marittimo          | Livorno       | 31 731      | 120,24           |
| Rufina                       | Firenze       | 7 452       | 45,00            |
| Sambuca Pistoiese            | Pistoia       | 1 673       | 77,00            |
| San Casciano dei Bagni       | Siena         | 1 631       | 91,86            |
| San Casciano in Val di Pesa  | Firenze       | 17 195      | 108,00           |
| San Gimignano                | Siena         | 7 817       | 138,00           |
| San Giovanni Valdarno        | Arezzo        | 17 160      | 21,32            |
| San Giuliano Terme           | Pisa          | 31 411      | 91,71            |
| San Godenzo                  | Firenze       | 1 184       | 99,00            |
| San Marcello Piteglio        | Pistoia       | 8 099       | 134,96           |
| San Miniato                  | Pisa          | 28 103      | 104,00           |
| San Quirico d'Orcia          | Siena         | 2 697       | 42,00            |
| San Romano in Garfagnana     | Lucca         | 1 434       | 26,00            |
| San Vincenzo                 | Livorno       | 6 985       | 33,00            |
| Sansepolcro                  | Arezzo        | 16 039      | 91,45            |
| Santa Croce sull'Arno        | Pisa          | 14 544      | 16,00            |
| Santa Fiora                  | Grosseto      | 2 645       | 62,91            |
| Santa Luce                   | Pisa          | 1 723       | 66,00            |
| Santa Maria a Monte          | Pisa          | 13 247      | 38,00            |
| Sarteano                     | Siena         | 4 727       | 85,27            |
| Sassetta                     | Livorno       | 521         | 26,00            |
| Scandicci                    | Firenze       | 50 514      | 59,59            |
| Scansano                     | Grosseto      | 4 529       | 273,57           |
| Scarlino                     | Grosseto      | 3 821       | 88,38            |
| Scarperia e San Piero        | Firenze       | 12 133      | 115,81           |
| Seggiano                     | Grosseto      | 982         | 49,53            |
| Semproniano                  | Grosseto      | 1 094       | 81,44            |
| Seravezza                    | Lucca         | 13 207      | 39,00            |
| Serravalle Pistoiese         | Pistoia       | 11 683      | 42,00            |
| Sestino                      | Arezzo        | 1 379       | 80,33            |
| Sesto Fiorentino             | Firenze       | 48 782      | 49,04            |
| Siena                        | Siena         | 53 962      | 118,00           |
| Signa                        | Firenze       | 19 418      | 19,00            |
| Sillano Giuncugnano          | Lucca         | 1 122       | 62,00            |
| Sinalunga                    | Siena         | 12 763      | 78,60            |
| Sorano                       | Grosseto      | 3 479       | 174,60           |
| Sovicille                    | Siena         | 10 168      | 143,00           |
| Stazzema                     | Lucca         | 3 230       | 80,00            |
| Subbiano                     | Arezzo        | 6 347       | 78,25            |
| Suvereto                     | Livorno       | 3 118       | 92,00            |
| Talla                        | Arezzo        | 1 091       | 60,05            |
| Terranuova Bracciolini       | Arezzo        | 12 424      | 85,37            |
| Terricciola                  | Pisa          | 4 612       | 43,00            |
| Torrita di Siena             | Siena         | 7 482       | 58,36            |
| Trequanda                    | Siena         | 1 299       | 64,10            |
| Tresana                      | Massa-Carrara | 2 082       | 44,00            |
| Uzzano                       | Pistoia       | 5 720       | 7,00             |
| Vagli Sotto                  | Lucca         | 966         | 40,00            |
| Vaglia                       | Firenze       | 5 052       | 56,00            |
| Vaiano                       | Prato         | 9 918       | 34,00            |
| Vecchiano                    | Pisa          | 12 290      | 67,00            |
| Vernio                       | Prato         | 6 093       | 63,00            |
| Viareggio                    | Lucca         | 63 189      | 31,88            |
| Vicchio                      | Firenze       | 8 202       | 138,00           |
| Vicopisano                   | Pisa          | 8 605       | 26,00            |
| Villa Basilica               | Lucca         | 1 661       | 36,00            |
| Villa Collemandina           | Lucca         | 1 366       | 34,00            |
| Villafranca in Lunigiana     | Massa-Carrara | 4 833       | 29,49            |
| Vinci                        | Firenze       | 14 627      | 54,00            |
| Volterra                     | Pisa          | 10 662      | 252,00           |
| Zeri                         | Massa-Carrara | 1 124       | 73,00            |

## Modifiche recenti
Con le leggi regionali n. 31 e 32 del 18 giugno 2013, 43 del 30 luglio 2013 e 67, 68, 69 e 70 del 22 novembre 2013 sono stati istituiti, a decorrere dal 1º gennaio 2014, i seguenti comuni (tra parentesi gli enti soppressi che hanno attuato la fusione): Figline e Incisa Valdarno (Figline Valdarno e Incisa in Val d'Arno), Castelfranco Piandiscò (Castelfranco di Sopra e Pian di Scò), Fabbriche di Vergemoli (Fabbriche di Vallico e Vergemoli), Scarperia e San Piero (San Piero a Sieve e Scarperia), Casciana Terme Lari (Casciana Terme e Lari), Crespina Lorenzana (Crespina e Lorenzana), Pratovecchio Stia (Pratovecchio e Stia).
Con L.R. n. 71 del 24 novembre 2014 è stato istituito, a decorrere dal 1º gennaio 2015, il comune di Sillano Giuncugnano, mediante la fusione dei comuni di Giuncugnano e Sillano.
Con le leggi regionali n. 1 del 25 gennaio 2016 e 35 del 16 giugno 2016 sono stati istituiti, a decorrere dal 1º gennaio 2017, i comuni di Abetone Cutigliano (mediante la fusione dei comuni di Abetone e Cutigliano) e il comune di San Marcello Piteglio (mediante la fusione dei comuni di Piteglio e San Marcello Pistoiese).
Con L.R. n. 78 dell'11 novembre 2016 è stato altresì istituito, sempre a decorrere dal 1º gennaio 2017, il nuovo comune di Montalcino, comprendente anche il territorio di San Giovanni d'Asso.
Con le leggi regionali n. 65 e 66 del 5 dicembre 2017 sono stati istituiti, a decorrere dal 1º gennaio 2018, i comuni di Rio (mediante la fusione dei comuni di Rio Marina e Rio nell'Elba) e il comune di Laterina Pergine Valdarno (mediante la fusione dei comuni di Laterina e Pergine Valdarno)
Con L.R. n. 63 del 26 novembre 2018 è stato istituito, a decorrere dal 1º gennaio 2019, il comune di Barberino Tavarnelle, mediante la fusione dei comuni di Barberino Val d'Elsa e Tavarnelle Val di Pesa.

## Statistiche
- I singoli territori comunali di Grosseto, Arezzo e Manciano (GR) sono più estesi del territorio della provincia di Prato (365,72 km²).
- Nessun comune toscano è al gennaio 2015 tra i 100 meno estesi e i 100 meno popolati

Città metropolitana di Firenze
- Comune più esteso: Firenzuola
- Comune meno esteso: Signa
- Comune più popoloso: Firenze
- Comune meno popoloso: San Godenzo

Provincia di Arezzo
- Comune più esteso: Arezzo
- Comune meno esteso: Chitignano
- Comune più popoloso: Arezzo
- Comune meno popoloso: Montemignaio

Provincia di Grosseto
- Comune più esteso: Grosseto
- Comune meno esteso: Isola del Giglio
- Comune più popoloso: Grosseto
- Comune meno popoloso: Seggiano

Provincia di Livorno
- Comune più esteso: Castagneto Carducci
- Comune meno esteso: Marciana Marina
- Comune più popoloso: Livorno
- Comune meno popoloso: Capraia Isola

Provincia di Lucca
- Comune più esteso: Lucca
- Comune meno esteso: Forte dei Marmi
- Comune più popoloso: Lucca
- Comune meno popoloso: Careggine

Provincia di Massa-Carrara
- Comune più esteso: Pontremoli
- Comune meno esteso: Montignoso
- Comune più popoloso: Massa
- Comune meno popoloso: Comano

Provincia di Pisa
- Comune più esteso: Volterra
- Comune meno esteso: Orciano Pisano
- Comune più popoloso: Pisa
- Comune meno popoloso: Orciano Pisano

Provincia di Pistoia
- Comune più esteso: Pistoia
- Comune meno esteso: Chiesina Uzzanese
- Comune più popoloso: Pistoia
- Comune meno popoloso: Sambuca Pistoiese

Provincia di Prato
- Comune più esteso: Prato
- Comune meno esteso: Poggio a Caiano
- Comune più popoloso: Prato
- Comune meno popoloso: Cantagallo

Provincia di Siena
- Comune più esteso: Montalcino
- Comune meno esteso: Chianciano Terme
- Comune più popoloso: Siena
- Comune meno popoloso: Radicondoli